# Carex kitaibeliana
Carex kitaibeliana là một loài thực vật có hoa trong họ Cói. Loài này được Degen ex Bech. mô tả khoa học đầu tiên năm 1960.